# Селява
Селя́ва (Селяево, Долгое; бел. Сяля́ва) — один из крупнейших водоёмов (озёрное водохранилище) на северо-востоке Беларуси, образованный на месте озёр Селява и Рабца при строительстве плотины Селявской ГЭС на реке Югна в 1965 году. Расположено на территории Крупского района Минской области, принадлежит системе реки Лукомки и находится в бассейне Западной Двины. Площадь озера около 1500 гектаров, из них примерно две трети — южный плёс (собственная территория озера Селява), одна треть — северный плёс (территория озера Рабца). В центральной части района находятся три острова, самый крупный из которых имеет площадь около 200 гектаров.
На севере соединяется протокой с озером Обида, на юго-западе с озером Худовец.
Среди местных жителей существует легенда, что 28 августа 1942 года в озеро Селява упал бомбардировщик Пе-8, перевозивший в Англию 4 тонны золота в качестве предоплаты за поставки по ленд-лизу.
В первой половине 1980-х годов юго-восточный берег озера Селява рассматривался в качестве главной площадки, где могла быть построена Белорусская АЭС.

## Зоны отдыха
- Усадьба «Селява»
- Зона отдыха «Золотой рог»
- Зона отдыха «Селява-Тур»
- Экологическая тропа «Прошицкие болота»
- Зона отдыха «Шип»
- Зона отдыха «Панская купальня»
- Усадьба «У озера Селява»
- Физкультурно-оздоровительный центр «Колодница»
- Зона отдыха «Комсомольский берег»
- Зона отдыха «Лебединый берег»
- Зона отдыха «Выспа»
- Усадьба «TERRASSA»

## Достопримечательности
- Братская могила
- Остров Выспа